# Béhuard
Béhuard és un municipi francès situat al departament de Maine i Loira i a la regió de País del Loira. L'any 2007 tenia 130 habitants.

## Demografia

### Població
El 2007 la població de fet de Béhuard era de 130 persones. Hi havia 48 famílies de les quals 8 eren unipersonals (8 homes vivint sols), 20 parelles sense fills, 16 parelles amb fills i 4 famílies monoparentals amb fills.
La població ha evolucionat segons el següent gràfic:
Habitants censats

### Habitatges
El 2007 hi havia 90 habitatges, 47 eren l'habitatge principal de la família, 38 eren segones residències i 5 estaven desocupats. Tots els 86 habitatges eren cases. Dels 47 habitatges principals, 36 estaven ocupats pels seus propietaris, 9 estaven llogats i ocupats pels llogaters i 2 estaven cedits a títol gratuït; 4 tenien dues cambres, 12 en tenien tres, 10 en tenien quatre i 21 en tenien cinc o més. 35 habitatges disposaven pel capbaix d'una plaça de pàrquing. A 15 habitatges hi havia un automòbil i a 29 n'hi havia dos o més.

### Piràmide de població
La piràmide de població per edats i sexe el 2009 era:
| Homes | Edats   | Dones |
| ----- | ------- | ----- |
| 0     | 95 o +  | 0     |
| 4     | 90 a 94 | 0     |
| 0     | 85 a 89 | 0     |
| 4     | 80 a 84 | 8     |
| 4     | 75 a 79 | 8     |
| 4     | 70 a 74 | 4     |
| 0     | 65 a 69 | 0     |
| 0     | 60 a 64 | 0     |
| 4     | 55 a 59 | 4     |
| 0     | 50 a 54 | 0     |
| 8     | 45 a 49 | 0     |
| 0     | 40 a 44 | 4     |
| 0     | 35 a 39 | 8     |
| 4     | 30 a 34 | 8     |
| 4     | 25 a 29 | 0     |
| 0     | 20 a 24 | 4     |
| 0     | 15 a 19 | 0     |
| 4     | 10 a 14 | 8     |
| 16    | 5 a 9   | 12    |
| 4     | 0 a 4   | 8     |

## Economia
El 2007 la població en edat de treballar era de 82 persones, 68 eren actives i 14 eren inactives. De les 68 persones actives 63 estaven ocupades (31 homes i 32 dones) i 5 estaven aturades (1 home i 4 dones). De les 14 persones inactives 6 estaven jubilades, 7 estaven estudiant i 1 estava classificada com a «altres inactius».
Activitats econòmiques
Dels 9 establiments que hi havia el 2007, 1 era d'una empresa de comerç i reparació d'automòbils, 4 d'empreses d'hostatgeria i restauració, 2 d'empreses de serveis, 1 d'una entitat de l'administració pública i 1 d'una empresa classificada com a «altres activitats de serveis».
Els 3 serveis als particulars que hi havia el 2009 eren restaurants.

## Poblacions més properes
El següent diagrama mostra les poblacions més properes.